# 美國陸軍第24軍
美國陸軍第24軍（英語：XXIV Corps (United States)）是第二次世界大戰和越南戰爭期間美國陸軍的一個軍級司令部。

## 歷史

### 第二次世界大戰
美國陸軍第24軍於1944年4月8日在美國夏威夷沙夫特堡組建。該軍參加了1944年10月20日入侵菲律賓群島的雷伊泰島戰役，其中第7步兵師和第96步兵師是其主要作戰部隊。在雷伊泰島戰役期間，在菲律賓聯邦軍和菲律賓警察部隊的協助下，第77步兵師受到美國陸軍第24軍的控制。
1945年4月1日至6月30日，第24軍及其師參加了沖繩島戰役。1945年9月，日本投降後，第24軍遷往朝鮮半島，並在那裡執行軍事佔領，直至1949年1月25日解散。

### 越南戰爭
第24軍於1968年8月15日再度成立，以取代“越南臨時軍團”，這是1968年3月10日新春攻勢期間創建的臨時總部。成立後，第24軍被置於美國海軍陸戰隊第三遠征軍的控制之下，以控制部署在南越北部的美國陸軍地面作戰部隊之活動，並將其總部設在富拜，直到1970年3月9日搬遷至峴港。